# 169 هـ
169 هـ هي سنة في التقويم الهجري امتدت مقابلةً في التقويم الميلادي بين سنتي 785 و786.

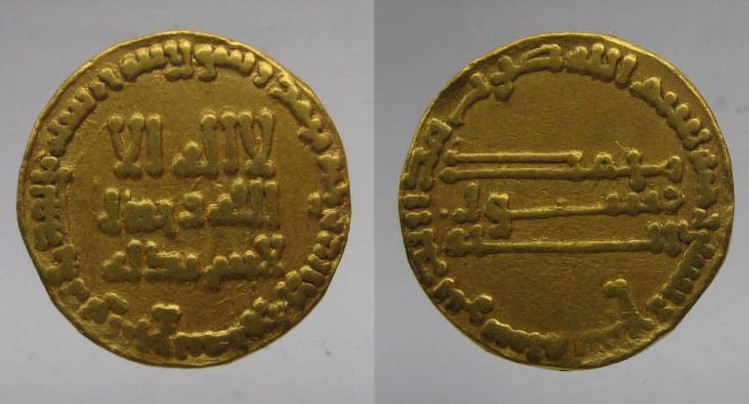
دينار عباسي في عهد أبي عبد الله محمد المهدي

## وفيات
- الربيع بن يونس
- عيسى بن زيد الشهيد
- نافع بن عمر الجمحي
- أبو عبد الله المهدي
- نافع المدني